# Coriojassus brunneus
Coriojassus brunneus är en insektsart som beskrevs av Evans 1972. Coriojassus brunneus ingår i släktet Coriojassus och familjen dvärgstritar. Inga underarter finns listade i Catalogue of Life.